# 1432

## Esdeveniments
Països Catalans
Resta del món
- La infanta de Savoia Margarida de Savoia esdevé reina consort de Nàpols pel seu casament amb Lluís III de Provença.
- La dinastia Djalayàrida deixa de governar el Baix Iraq.
- Hushang Shah (Alp Khan) deixa de ser sultà de Malwa.
- Donatello esculpeix el «Retrat de Niccolò da Uzzano», terracota policromada.

## Naixements
Països Catalans
Resta del món
- 17 de gener: Antonio Pollaiuolo, pintor, escultor, orfebre i gravador italià del renaixement, que perfeccionà la tècnica de l'esmaltat.
- 30 de març: Mehmet II, soldà de l'Imperi Otomà (1444 - 1446 i 1451 - 1481) durant el seu regnat succeí la caiguda de Constantinoble que marcà l'inici de l'edat moderna.
- Alfons V de Portugal dit «l'Africà», rei de Portugal.
- Isabel de Coïmbra, infanta de Portugal i reina consort de Portugal (1448 - 1455).
- Ōta Dōkan, samurai descendent de Minamoto no Yorimasa.
- Giuliano da Maiano, arquitecte, escultor i artesà de mosaics italià.

## Necrològiques
Països Catalans
- Barcelona: Berenguer de Bardaixí i López de Sesé, cavaller i jurista aragonès del llinatge dels Bardaixí, senyor de Saidí.

Resta del món